# Älplihorn (Albula)
Älplihorn är en bergstopp i Schweiz. Den ligger i regionen Prättigau/Davos och kantonen Graubünden, i den östra delen av landet. Toppen på Älplihorn är 3 006 meter över havet.
Den högsta punkten i närheten är Piz Kesch, 3 418 meter över havet, 10,6 km söder om Älplihorn.
Trakten runt Älplihorn består i huvudsak av kala bergstoppar.